# IC 3917
IC 3917 је појединачна звијезда у сазвјежђу Береникина коса која се налази на листи објеката дубоког неба у Индекс каталогу.
Деклинација објекта је + 22° 0' 22" а ректасцензија 12h 56m 51,6s.